# 伯耆一条氏
伯耆一条氏（ほうきいちじょうし）は伯耆国の国人領主。

## 経歴
詳しい出自は不明。一条姓を名乗ることから一条家との関連も考えられるが定かではない。本貫地についても不明だが、永禄年間に一族の一条清綱が久米郡北条上之郷200石地などを所領としていたことがわかっている。
古くは山名氏に仕えていた。文明3年（1471年）9月には一条出雲守が尼子清定と出雲国井尻雛波城で合戦を行い、討死している。その後、山名氏の勢力が衰退すると毛利氏に従い、永禄5年（1562年）頃に伯耆国へ復帰、復帰後は地元の有力国人である南条氏の家臣となった。天正3年（1575年）10月14日付けの「南条信正ほか連署状」（『吉川家文書』）には一条清綱の名が確認される。清綱は毛利氏との合戦中に由良要害の城番を任されるなど、南条氏の重臣として仕えていたが、慶長5年（1600年）の南条氏改易後の動向は不明である。現在では一条姓を名乗る者はあまり見られず、他国に逃れたか姓を変えた可能性があるが、関係史料も残っていないため詳細は不明である。